# Reformierte Kirche Langnau im Emmental

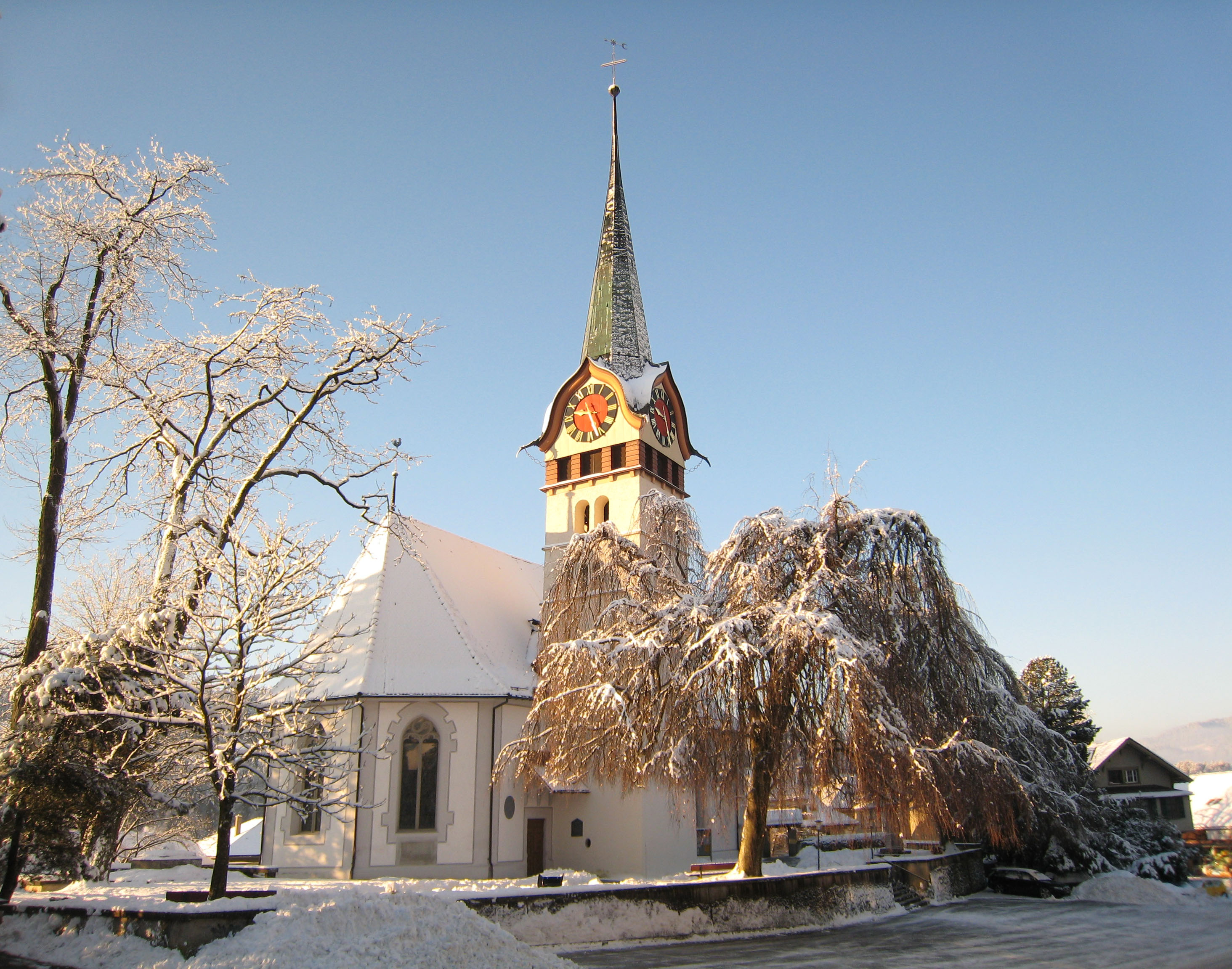
Aussenansicht im Januar 2009

Die Reformierte Kirche Langnau im Emmental ist die reformierte Dorfkirche von Langnau im Emmental, Kanton Bern, Schweiz. 

## Baugeschichte
Das heutige Gebäude wurde 1673 nach Plänen von Abraham Dünz errichtet und 1674 eingeweiht. Zuvor gab es auf dem Grundstück mindestens drei Vorgängerkirchen. Die erste war dem Heiligen Martin geweiht und stand schon vor der Gründung des Klosters Trub im Jahre 1125. Der Neubau erfolgte wegen der massiven Zunahme der Täufer im 17. Jahrhundert und im Gefolge des Schweizer Bauernkrieges von 1653. Später wurde die Kirche mehrfach renoviert, zuletzt 1997 bis 1998. Aus der Bauzeit stammen die aus Tannenholz gefertigte und mit Knochenleim eingefärbte Kassettendecke, die mit dem Wappen des Stifters Samuel Frisching geschmückte Kanzel, der von der Gemeinde Langnau zur Einweihung gestiftete Abendmahlstisch, der Taufstein und einige Glasfenster auf der Südseite.

## Kirchenfenster
Die drei Kirchenfenster im Chor stammen aus der Mayer’schen Hofkunstanstalt in München und wurden anlässlich der Renovation von 1897 bis 1898 eingesetzt. Sie zeigen die Geburt Christi, die Bergpredigt und die Getsemani-Szene. Die weiteren Fenster enthalten neben Wappen von Berner Patriziern folgende Darstellungen:
- Gleichnis vom Sämann (Markus 4,1–9), gestiftet von der Evangelisch Reformierten Landeskirche des Kantons Bern zur Renovation von 1957, nach einem Entwurf von Robert Schär (1894–1973)
- Erzengel Michael als Drachentöter, gestiftet vom Staat Bern ebenfalls zur Renovation von 1957, nach einem Entwurf von Paul Zehnder (1884–1973)
- Gleichnis vom Barmherzigen Samariter (Lukas 10,25–37), gestiftet von der 1910 eingetretenen Sekundarschulklasse Langnau zum Jubiläum von 1960

## Orgel
Die heutige Orgel stammt aus dem Jahr 1958 und wurde von der Firma Kuhn in Männedorf nach einem Konzept von Ernst Schiess erbaut. Die erste Orgel war 1767 vom Schaffhauser Orgelbauer Speisegger geschaffen worden. 1793 wurde sie von Peter Schärer aus Sumiswald, der zuvor die Orgeln von Lauperswil (1779), Rüderswil (1784), Würzbrunnen (1785) und Eggiwil (1787) gebaut hatte, neu eingerichtet und mit weiteren Registern versehen. Weitere Reparaturen besorgten 1828 Mathias Schneider aus Trubschachen und 1881 die Firma Wüthrich-Wirz aus Burgdorf BE, bis 1885 ein vollständiger Neubau erfolgte, der wie die heutige Orgel auch schon durch von der Firma Kuhn ausgeführt wurde.

## Kirchturm und Glocken
Der Kirchturm geht wohl auf das 13. Jahrhundert zurück. Die obere Hälfte besteht aus Tuffstein und die heutige Form von Glockengeschoss und Turmhelm geht auf das Jahr 1938 zurück. Die fünf Glocken von 1923 in der Schlagtonfolge c' es' f' g' b' ersetzen drei ältere Glocken (d' fis' a'), deren erste 1617 gegossen und 1815 durch zwei weitere ergänzt wurde.

## Denkmäler im Kirchhof
Im Kirchhof stehen ein Denkmal für die Gefallenen des Sonderbundskrieges von 1847 in Form eines Pylons mit ionisierender Deckplatte und ein Soldatendenkmal für die Emmentaler Opfer des Ersten Weltkrieges von Karl Indermühle aus dem Jahre 1921. Am unteren Ende der nördlichen Kirchhofmauer ist zudem seit 1898 ein Findling aufgerichtet, dessen Inschrift an den 1653 hingerichteten Bauernführer Niklaus Leuenberger erinnert.

## Pfarrer
Unter den reformierten Pfarrern in Langnau sind erwähnenswert:
- Johann Strasser, Vater von Gottfried Strasser, in Langnau von 1855 bis 1884
- Ernst Müller (1849–1927), für seine 1895 in Frauenfeld erschienene Geschichte der bernischen Täufer zum Ehrendoktor der Universität Jena ernannt und Vater von Elisabeth Müller, in Langnau von 1884 bis 1927
- Karl Walter Dähler (1903–1986), Vikar von Friedrich Eymann, berndeutscher Mundartschriftsteller und Vater von Jörg Ewald Dähler, in Langnau von 1936 bis 1961